# Robert Krasowski
Robert Krasowski (ur. 1966 w Warszawie) – polski historyk filozofii, publicysta, wydawca.

## Życiorys
Ukończył studia w Instytucie Filozofii Uniwersytetu Warszawskiego. Odbył studia doktoranckie w Instytucie Filozofii i Socjologii Polskiej Akademii Nauk, ale nie skończył ich doktoratem. Porzucił studia, aby tworzyć dziennik „Życie”. Był doktorantem profesora Marcina Króla.
Karierę dziennikarską rozpoczynał w 1990 jako reporter polityczny. Pracował jako dziennikarz prywatnej agencji SIS-Serwis, prowadzonej przez dziennikarzy pracujących w BBC. Pracował m.in. w „Życiu Warszawy”, w dzienniku „Życie”, w którym był zastępcą redaktora naczelnego, a także szefem działu opinie.
W tym czasie założył – wraz z Markiem Cichockim, Tomaszem Mertą i Dariuszem Gawinem – „Warszawski Klub Krytyki Politycznej”. Celem tego środowiska było stworzenie konserwatywnego opisu polskiej polityki. Kluczem była filozofia polityczna, głównie Platona.
W swoich tekstach wypowiadał się przeciw ideologicznym podziałom. Dowodził, że najważniejsi dla polskiej myśli politycznej są autorzy przekraczający ideowe schematy: Jadwiga Staniszkis, Bronisław Łagowski i Andrzej Walicki. Krytykował antykomunizm jako wadliwą intelektualną ofertę.
Po odejściu z Życia przeszedł do wydawnictwa „Axel Springer Polska”. Jako pierwszy zastępca redaktora naczelnego zakładał dziennik „Fakt”, w którym stworzył i pokierował tygodnikiem idei „Europa”, który ukazywał się początkowo jako dodatek do „Faktu”. Pismo publikowało teksty i rozmowy z najwybitniejszymi światowymi intelektualistami.
W kwietniu 2006 założył „Dziennik Polska-Europa-Świat”. Był redaktorem naczelnym gazety do czerwca 2009 roku, a także przeniesionego do tego pisma tygodnika idei „Europa”. Zrezygnował, gdy wydawca zdecydował się połączyć „Dziennik” z „Gazetą Prawną”.
Pisząc w „Dzienniku” opowiadał się przeciw ideologii w polskiej polityce. Krytykował zwłaszcza prawicę, zarzucając jej ideologiczny maksymalizm i polityczny romantyzm. Sformułował opinię, która weszła na stałe do debaty publicznej, że celem polityki nie powinny być wielkie cele, a „ciepła woda w kranie”, czyli materialny rozwój. Z czasem ten zwrot, wbrew intencji autora, stał się synonimem mało ambitnej polityki.
Prezes i współwłaściciel (wraz z Martą Stremecką) Wydawnictwa Czerwone i Czarne. Prezes Fundacji im. Immanuela Kanta.
W 2012 roku wydał pierwszy tom historii politycznej III RP: Po południu. Upadek elit solidarnościowych po zdobyciu władzy.

## Wybrane publikacje
- Klucz do Kaczyńskiego, Warszawa: Czerwone i Czarne 2024.
- O Michniku, Warszawa: Czerwone i Czarne 2022.
- Cykl Historia polityczna III RP:
  - Po południu. Upadek elit solidarnościowych po zdobyciu władzy, t. 1: Lata 1989–1995, Warszawa: Czerwone i Czarne 2012.
  - Czas Gniewu. Rozkwit i upadek imperium SLD, t. 2: Lata 1996–2005, Warszawa: Czerwone i Czarne 2014.
  - Czas Kaczyńskiego. Polityka jako wieczny konflikt, t. 3: Lata 2005–2010, Warszawa: Czerwone i Czarne 2016.
  - O demokracji w Polsce.  Warszawa: Czerwone i Czarne 2019.
- Jan Rokita, Anatomia przypadku, rozmawia Robert Krasowski, Warszawa: Czerwone i Czarne 2013.
- Leszek Miller, Anatomia siły, rozmawia Robert Krasowski, Warszawa: Czerwone i Czarne 2013.
- Ludwik Dorn, Anatomia słabości, rozmawia Robert Krasowski, Warszawa: Czerwone i Czarne 2013.